# Сигізмунд Австрійський (1826–1891)
Ерцгерцог Сигізмунд Леопольд Райнер Марія Амброзіус Валентин Австрійський (нім. Sigismund Leopold Rainer Maria Ambrosius Valentin von Österreich), (нар. 7 січня 1826 — пом. 15 грудня 1891) — ерцгерцог Австрійський з династії Габсбургів, син віцекороля Ломбардо-Венеційського королівства Райнера Йозефа Австрійського та принцеси Савойської-Кариньяно Єлизавети.  Фельдмаршал-лейтенант австрійської армії (1856). Кавалер кількох орденів.
Від 1859 року мешкав у Гмюнденському замку, займаючись ботанікою та фермерством.

## Біографія

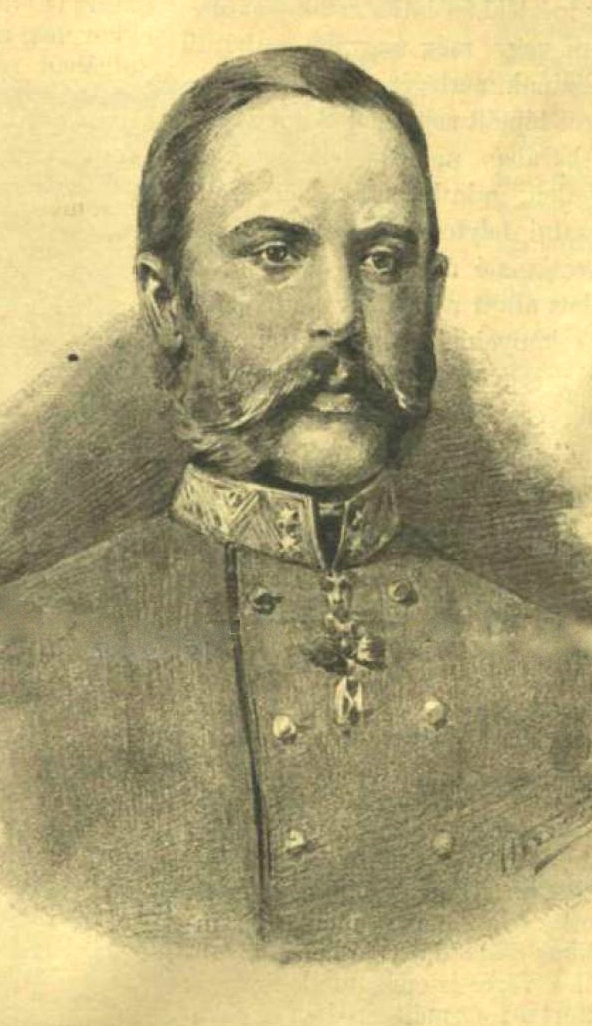
Ерцгерцог Сигізмунд

Народився о 17.30 7 січня 1826 року у Мілані. Був п'ятою дитиною та третім сином в родині віцекороля Ломбардо-Венеційського королівства Райнера Йозефа Австрійського та його дружини Єлизавети Савойської. З приводу народження ерцгерцога був даний 101 гарматний залп. 15 січня новонароджений був охрещений архієпископом Міланським. Хрещеним батьком став великий герцог Тоскани Леопольд II.
Малюк мав старших сестер Марію Кароліну й Адельгейду та братів Леопольда Людвіга й Ернста Карла. Згодом сімейство поповнилося молодшими синами: Райнером Фердинандом, Генріхом і Максиміліаном, який прожив лише дев'ять років.
Основною резиденцією сім'ї був королівський палац у Мілані. Літній час проводили на віллі у Монці, де батько полюбляв займатися ботанікою. Навколо вілли був розбитий один із найбільших в Європі парків з сільськогосподарськими угіддями, розарієм, оранжереєю та фазанарієм. У 1840 році була відкрита залізниця, яка з'єднувала Мілан із резиденцією у Монці. Також мали замок Хернштайн неподалік Відня.
Сигізмунд, незважаючи на слабке здоров'я, зробив військову кар'єру. У 1847 році став полковником та головою Ломбардо-Венеціанського піхотного полку (з 1866 року полк називався 45-м піхотним полком). У 1848 році був призначений до штабу генерала Радецького, який згодом змінив його батька на посту віцекороля. Брав участь у придушенні повстань 1848 року в Ломбардо-Венеціанському королівстві. У боях при Мортарі, Сомі, Компазі та Новарі кілька разів відзначився на чолі свого полку. У 1856 отримав чин фельдмаршала-лейтенанта та був направлений до Грацу, аби очолити 6-й корпус. Втім, невдовзі вийшов у відставку через стан здоров'я.

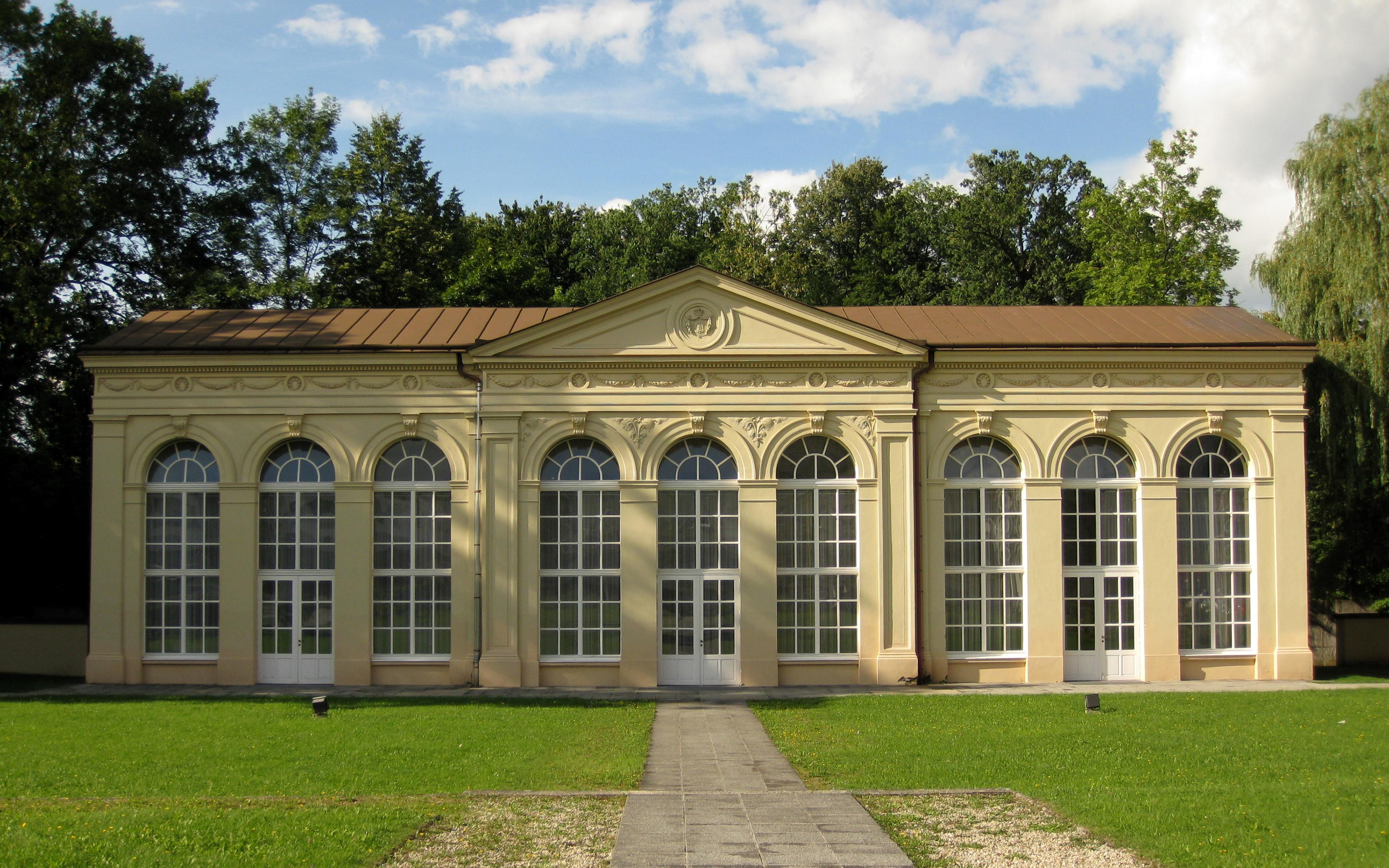
Пальмовий будинок Гмюндського замку

Втратив обох батьків і сестру Адельгейду у середині 1850-х років. У 1859 році придбав Ґмюндський замок, де і провів решту життя. Ніколи не був одруженим та не мав дітей. Займався благодійністю на користь численних соціальних організацій регіону. Вів усамітнене життя, залишаючи маєток лише в окремих випадках, одним із яких була Всесвітня виставка у Відні 1873 року. Віддавався заняттям ботанікою та дендрологією, у своїх гмюндських володіннях збудував оранжерею та ландшафтний парк. Його брат Леопольд вів таке саме самотнє життя у замку Хернштайн, страждаючи на напади епілепсії.
У січні 1890 року тяжко захворів. Їжа, змішана з миш'яком, потрапила на стіл під час трапези у замку. Ерцгерцог та інші учасники трапези серйозно постраждали. Кухаря було схоплено й ув'язнено, але окружний суд Вайдхофена не зміг довести злий намір, і чоловіка відпустили.
На похороні свого молодшого брата Генріха та його дружини в Больцано, Сигізмунд застудився. Він не надав уваги хворобі, і та швидко прогресувала. 15 грудня 1891 року ерцгерцог пішов з життя у Відні. Був похований на цвинтарі Гмюнда. У 1893 році над його могилою було зведено мавзолей у неороманському стилі, який зберігся і донині.

## Нагороди
- Орден Золотого руна (Австрійська імперія) (1852);
- Орден Святого Олександра Невського (Російська імперія);
- Орден Білого Орла (Російська імперія);
- Орден Святої Анни 1-го ступеня (Російська імперія);
- Вищий орден Святого Благовіщення (Королівство Італія), (21 вересня 1873).